# The Germ
The Germ (ang. zarodek) – czasopismo grupy Prerafaelitów, założone z inicjatywy Dantego Gabriela Rossettiego i Williama Michaela Rossettiego. 
Ukazały się jedynie cztery numery pisma w 1850 roku; później periodyk upadł z powodu kłopotów finansowych. Związani z pismem byli m.in. Dante Gabriel Rossetti, William Michael Rossetti, William Bell Scott, Christina Rossetti, Frederic George Stephens, Thomas Woolner oraz Ford Madox Brown. Każdy z numerów pisma zawierał akwafortę autorstwa jednego z członków grupy oraz sonet napisany przez Williama Michaela Rossettiego.
Pierwszy numer pisma ukazał się w nakładzie 700 egzemplarzy 1 stycznia 1850 roku i sprzedał się w 70 egzemplarzach. Następny opublikowano miesiąc później – 31 stycznia w 500 egzemplarzach, z czego sprzedano 40. Po tych numerach zmieniono tytuł pisma na "Art and Poetry: Being Thoughts towards Nature Conducted Principally by Artists". 31 marca wydano, już pod nowym tytułem, numer trzeci; a 30 kwietnia ostatni, czwarty numer periodyku.